# Rimbach-près-Masevaux
Rimbach-près-Masevaux (German: Rimbach bei Masmünster; variant form of name: Rimpach) là một xã ở tỉnh Haut-Rhin trong vùng Grand Est ở đông bắc Pháp. Xã này có diện tích 16,66 km², dân số năm 1999 là 509 người. Khu vực này có độ cao 580 mét trên mực nước biển.
Các làng: Basse Bers (Niederebersche, Unterbers, Untere Bers), Ermensbach (Armspach, Ermenspach, Ermerspach, Ermspach), Grossenberg (Grosberg), Haute Bers (Oberenbers), Horben (Horb), Johannesberg (Johannisberg, Sankt Johannisberg), Langmatt (Langmatte), Neuerbet (Neu Arbet, Neu Erbet), Riedelsbourg (Riedelsburg), Riesenwald, Ruchberg
Lịch sử dân số:
- 1806: 674
- 1851: 902
- 1905: 642
- 1936: 515
- 1990: 456
- 1999: 503
- 2006: 509